# Asura kangrana
Asura kangrana är en fjärilsart som beskrevs av Embrik Strand 1922. Asura kangrana ingår i släktet Asura och familjen björnspinnare. Inga underarter finns listade i Catalogue of Life.